# Faleronei művésztelep
A Faleronei Művésztelep Olaszország Marche tartományában, Fermo megyében, Faleronéban található.

## Program
A művésztelep célja lehetőséget adni építész, képző- és iparművész hallgatóknak az olasz táj, városépítészet, építészet, téglaarchitektúra, kultúra, élet megismerésére. A telep során a résztvevők képzőművészeti alkotást végeznek művésztanárok vezetésével. A telepen készült munkákat kiállítások keretében mutatják be.

## Alapító
Váli István Frigyes

## Falerone 2007 művésztelep résztvevői
Kovásznai Nóra, Szenes Georgina, Török Zsófia, Üveges Péter, Várhelyi Enikő, Üveges Gábor képzőművész (művészeti vezető), Váli István Frigyes (vezető)

## Falerone 2008 művésztelep résztvevői
Balázs Marcell, Hory Gergely, Juhász-Nagy Eszter, Koczkás Kornél, Kovásznai Nóra, Kronavetter Péter, Pelle Zita, Pintér Magdi, Szabó Anna, Szántay Zsófia, Szilberhorn Niké, Váli István Frigyes (vezető), Zalakovács József festőművész (művészeti vezető)

## Falerone 2009 művésztelep résztvevői
Koczkás Kornél, Kovásznai Nóra, Kőhalmy Nóra, Miskó Adrienn, Szokolay Béla Ákos, Váli István Frigyes (vezető)

## Falerone 2010 művésztelep résztvevői
Budai Gabriella, Koczkás Kornél, Krauth Vera, Lakatos Ildikó, Lajkó Nóra, Lukátsi Marcell, Matúz Péter, Szőke Zsófia, Zakariás Tamás, Váli István Frigyes (vezető), Zalakovács József festőművész (művészeti vezető)

## Falerone 2012 művésztelep résztvevői
Csákvári Anita, Dávida Eszter, Eleőd Ákos, Helmeczi Zsófia, Jauernik Zsófia, Kendi Bogáta, Koczkás Kornél, Krauth Vera, Lukátsi Marcell, Major Flóra, Matúz Péter, Máthé Virág, Visy Bálint, Balogh Balázs DLA (vezető) Váli István Frigyes (vezető), Zalakovács József festőművész (művészeti vezető)

## Falerone 2013 művésztelep résztvevői
Balázs Petra, Bucsi Eszter, Eleőd Ákos,  Jauernik Zsófia, Kis Luca, Koczkás Kornél, Koris János Dániel, Krauth Vera, Lajkó Nóra, Lukátsi Marcell, Matúz Péter, Rácz Anna, Tóth Bálint, Váli István Frigyes (vezető)

## Falerone 2014 művésztelep résztvevői
Czina Réka, Eleőd Ákos, Eperjesi Rita, Fenyvesi Dorisz, Helmeczi Zsófia, Helyes Dániel, Jauernik Zsófia, Koris János Dániel, Krauth Vera, Lajkó Nóra, László Dóra, Nagy Zsófia, Rácz Anna, Starkbauer Lilla, Korényi János és Váli István Frigyes (vezetők)

## La Città Animata animációs kisfilm alkotói (Falerone 2014)
Koncepció: Krauth Vera, Gyenis Ajándok, Eperjesi Rita, Jauernik Zsófia, Lajkó Nóri
Rajzolták, festették: Baksai Renáta, Barta Gyöngyi, Barta Zsuzsi, Bucsi Eszter, Budai Gabi, Czina Réka, Dávida Eszter, Eleőd Ákos, Eperjesi Rita, Gyenis Ajándok, Helmeczi Zsófi, Helyes Dani, Imre Kata, Jauernik Zsófi, Koczkás Kornél, Kóris Jani, Krauth Vera, Lajkó Nóri, László Dóra, Lukátsi Marci, Major Flóra, Márkus Eszter, Máthé Virág, Nagy Zsófi, Pál Tomi, Rácz Anna, Silenzi Laura (Monte Vidon Corrado), Sinka Károly, Starkbauer Lilla, Szabó Gábor, Szabó Nóra, Tóth Bálint, Visy Bálint, Zalakovács József
Zene: Silvio Catalini (Falerone)
Zenét szerkesztette, hangszerelte: Daniele Siliquini (Boston - Los Angeles)
La Città Animata animációs kisfilm

## Falerone 2016 művésztelep résztvevői
Beóka Balázs, Decsák Petra, Fazekas Áron, Fényes Kitti, Kisgyörgy Eszter, László Dóra, Pál-Szilágyi Regina, Szabó Eszter, Szalai Péter, Steiner Hanna. Borszéki Zita, Zalakovács József és Váli István Frigyes (vezetők)

## Falerone 2017 művésztelep rendezvényeinek résztvevői
Balla Vivienne (csak workshop), Fucskó Fanni (csak workshop), Huszár Tamara, Juhász Gergő, László Dóra, Pál-Szilágyi Regina, Pénzes Ábel  (csak workshop), Szabó Eszter, Tóbiás Dániel, Varga Bence. Balogh Balázs, Matúz Péter, Nemes Gábor, Pintér András Ferenc, Répás Ferenc (csak workshop), Sebestény Ferenc  (csak workshop), Üveges Gábor, Váli István Frigyes (vezető)

## Falerone 2018 művésztelep rendezvényeinek résztvevői
- Nyári művésztelep: Farkas Tibor, Herpai Márk, Könyves-Tóth Piroska, Makki Boglárka, Matúz Péter, Pokol Júlia, Soós Zsófia, Pintér András Ferenc (PAF) (vezető), Váli István Frigyes (vezető)
- Őszi építészeti workshop: Beóka Balázs, Bíró Balázs, Farkas Viktória, Huszár Eszter, Szladek Katalin Anna, Váli István Frigyes (vezető)

## Falerone 2019 művésztelep résztvevői
- Résztvevők: Ambrusz Vivien, Bánóczi Bianka, Barad Réka Anna, Beóka Balázs, Farkas Tibor, Ferenc András, Győri Emese, Kamasz Klaudia, Kiss Bogdán, Könyves Tóth Piroska, László Dóra, Marót Panka, Matúz Péter, Mosoni Anna, Pokol Júlia, Roll Annamária, Szamosi Mariann, Szentpáli Eszter, Trostovszky Júlia, Trostovszky Sára, Bényi Máté, Farkas Viktória
- Vezetők: Váli István, Koczkás Kornél, Mátyási Péter
- Segítők: Hong Yang, Matúz Tamás, Bényi Máté, Farkas Viktória

## Falerone 2023 művésztelep résztvevői
- Czirkó Viktória, Csépke Hanna, Fejes Alex, Frigyes Donáta, Geri Anna Barbara, Ignácz Réka, Jancsovics Orsolya, Kerekes Péter, Kovács Nikolett, Kovács Réka Krisztina, Könyves-Tóth Piroska, Matúz Péter, Papp Ágnes, Szamosi Mariann, Szlávy Anna, Szöllősi Fanni, Tóth Dóra Zsófia, Tóth Könczey Péter, Varjasi Máté, Wentzel Panna Sára, Zalányi Eszter Boróka
- Vezetők: Váli István, Borszéki Zita, Zalakovács József

## Falerone 2024 művésztelep résztvevői
- Farkas Tibor, Ignácz Emese, Kovács Nika, Püspök Fanni, Sajben Barbara, Szlávy Anna, Vári Márton, Virág Emma
- Vezetők: Váli István

## Falerone 2025 művésztelep résztvevői
- Bory Tünde, Csépke Hanna, Györkös Ágoston, Hoór Csilla, Kerekes Péter, Kovács Kinga Dalma, Könyves-Tóth Piroska, Matúz Péter, Nagy Eszter Kincső, Tóth Lili Hanna, Virág Emma
- Vezetők: Borszéki Zita, Váli István, Zalakovács József

## Kiállítások
- 2008. július 24. - augusztus 10., Faleronei Művésztelep 2008, Falerone, Salone Comunale
- 2008. szeptember 24. - október 31., Faleronei Művésztelep 2008 Budapesti Műszaki és Gazdaságtudományi Egyetem, Rajzi Tanszék kiállítótere, megnyitotta: Dr. Becker Gábor
- 2009. augusztus 14., Faleronei Művésztelep 2009, Falerone - Ex Mercato Coperto
- 2009. szeptember, Faleronei Művésztelep 2018, Budapest,  Fogasház
- 2009. december 2. - december 18., Faleronei Művésztelep 2009, Budapesti Műszaki és Gazdaságtudományi Egyetem, Rajzi Galéria, megnyitotta: Dr. Becker Gábor
- 2010. július 24. - július 26., Faleronei Művésztelep 2010, Falerone, Salone Comunale, megnyitotta: Sauro Cecchi, Giandomenico Ferrini, Maria Tereza Quintozzi
- 2010. október 21. - november 15., Faleronei Művésztelep 2010, Budapesti Műszaki és Gazdaságtudományi Egyetem, Rajzi Galéria, megnyitotta: Dr. Becker Gábor
- 2012. augusztus 3. - december 8., Faleronei Művésztelep 2012, Falerone,  Piazza della Concordia - Corso Garibaldi - Piazza della Libertà
- 2012. október 25. - november 9., Faleronei Művésztelep 2012, Budapesti Műszaki és Gazdaságtudományi Egyetem, Rajzi Galéria, megnyitotta: Dr. Finta József DLA
- 2012. december 8. Faleronei Művésztelep 2012, Budapest, Libella
- 2013. május 2.- május 17., Adelio Marini kiállítása, Budapesti Műszaki és Gazdaságtudományi Egyetem, Rajzi Galéria, megnyitotta: Váli István Frigyes DLA
- 2013. július-augusztus, Faleronei Művésztelep 2013, Montappone, Museo del Cappello (Olaszország)
- 2015. április 30. - május 11., Faleronei Művésztelep 2014, Budapesti Műszaki és Gazdaságtudományi Egyetem, Rajzi Galéria
- 2016. október 3. - október 21., Faleronei Művésztelep 2014, Budapesti Műszaki és Gazdaságtudományi Egyetem, Rajzi Galéria, megnyitotta: Sebestény Ferenc DLA
- 2018. április 6. - június 7. Nemes Gábor kiállítása, Falerone, Salone Comunale, megnyitotta: Váli István Frigyes DLA
- 2018. április 23. - szeptember 1. László Dóra kiállítása, Budapest, BME Rajzi Galéria
- 2018. szeptember 13. - november 2. Faleronei Művésztelep 2018, Budapest, BME Rajzi Galéria,  megnyitotta: Molnár Csaba DLA
- 2020. július 21. - augusztus 19. Faleronei Művésztelep, Budapest, Magyar Építőművészek Szövetsége, Kós Károly terem, megnyitotta: Balogh Balázs DLA
- 2023. július 14., Fermo, Piazza del Popolo
- 2023. július 15., Borszéki Zita és Zalakovács József kiállítása, Falerone, Corso Garibaldi 4.
- 2023. július 20. - július 21., Falerone, Salone Comunale
- 2024. december 12. - február 7. BME Rajzi Galéria
- 2024. május 23. - június 7. Faleronei Művésztelep, Budapest, Magyar Építőművészek Szövetsége, Kós Károly terem, megnyitotta: Ordasi Zsuzsanna PhD
- 2024. augusztus 6., Santa Vittoria in Matenano, Corso Giacomo Matteotti
- 2024. augusztus 7., Monte San Martino, Via Ricci
- 2024. augusztus 8., Penna San Giovanni, Piazza del Municipio
- 2024. augusztus 9., Amandola, Piazza Risorgimento
- 2024. augusztus 10., Montefortino, Piazza Umberto I
- 2024. augusztus 11., Smerillo, Via Dante Alighieri
- 2024. augusztus 12., Servigliano, Via Luigi Vecchiotti
- 2024. augusztus 15., Falerone, Piazza della Libertà
- 2025. július 26., Falerone, Piazza della Libertà
- 2025. július 27., Santa Vittoria in Matenano, Chiostro Sant'Agostino

## Kiadványok
- Falerone 2006-2016 (Váli István Frigyes, 2016)
- Colonia Artistica Falerone - Falerone Art Colony - Faleronei Művésztelep (Váli István Frigyes, 2017)
- Faleronei Művésztelep 2017 - építész workshopok (Váli István Frigyes, 2018)
- Falerone 2006-2016 (olasz nyelven) (Váli István Frigyes, 2018)
- Mostra d'arte di Gábor Nemes (Váli István Frigyes, 2018)
- László Dóra - Falerone 2016-17 (Váli István Frigyes, 2018)
- Faleronei Művésztelep 2018 - építész workshopok (Váli István Frigyes, 2019)
- A prposito di una mostra - Egy kiállítás ürügyén (Molnár Csaba 2019)
- Faleronei Művésztelep 2019 - építész workshopok (Váli István Frigyes, 2019)
- Falerone 2023 (Váli István Frigyes, 2023)
- BZKJ Falerone (Váli István Frigyes, 2023)
- Falerone 2024 (Váli István Frigyes, 2024)
- Kovács Nika - Falerone (Váli István Frigyes, 2024)
- Farkas Tibor - Falerone (Váli István Frigyes, 2024)
- Falerone - Vicolo Alberico Gentili (Váli István Frigyes, 2024)

- 2016 Sfide artistiche - Artistic Challenges (szerkesztő: Váli István Frigyes, 2016)
- 2018 Aristi nella città - Artists in the city (szerkesztő: Váli István Frigyes, 2018)
- 2019 Architetti nella città - Architects in the city (szerkesztő: Váli István Frigyes, 2019)
- 2023 Arte a distanza - Art in a distance (szerkesztő: Váli István Frigyes, 2023)

## Konferenciák
- 2016 Sfide artistiche - Artistic Challenges, 2016 július 30. Falerone (Olaszország)
- 2018 Aristi nella città - Artists in the city, 2018 április 6. Falerone (Olaszország)
- 2019 Architetti nella città - Architects in the city, 2009 augusztus 2. Falerone (Olaszország)
- 2023 Arte a distanza - Art in a distance, 2023 március 20. Online

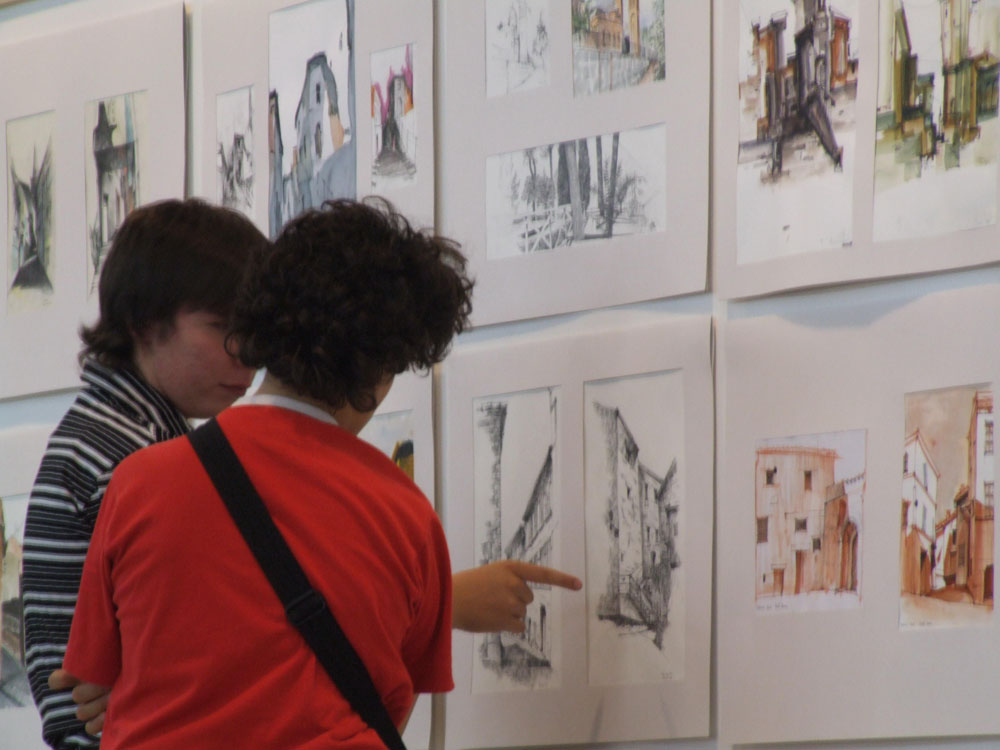
Kiállítás Faleronéban, 2008
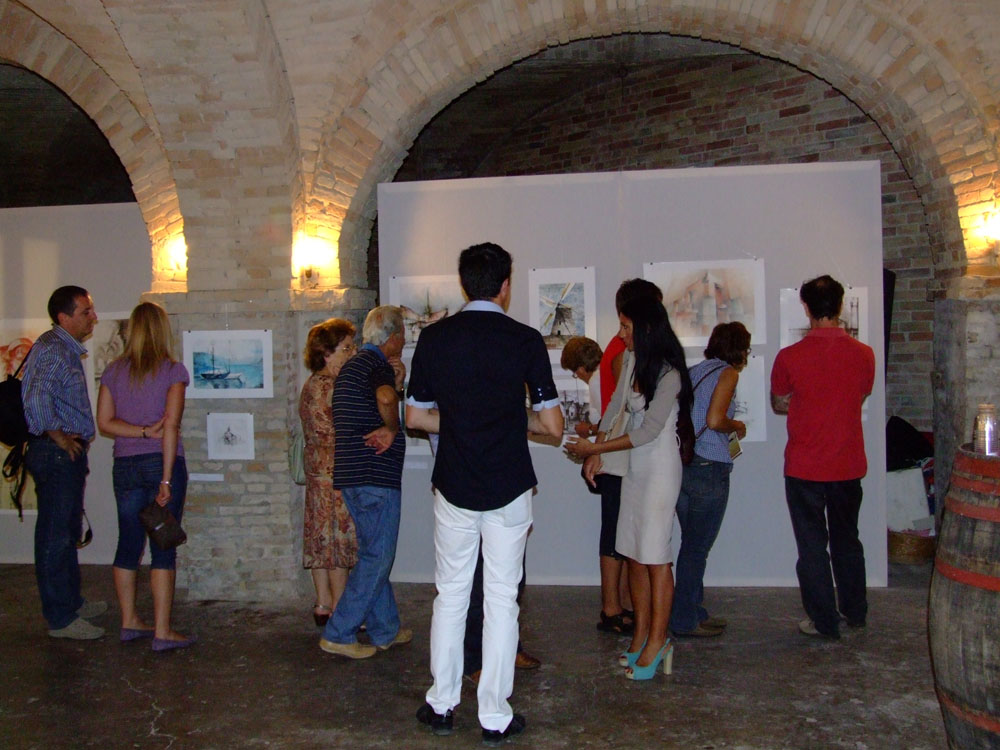
Kiállítás Faleronéban, az "ex mercato coperto-ban", 2009
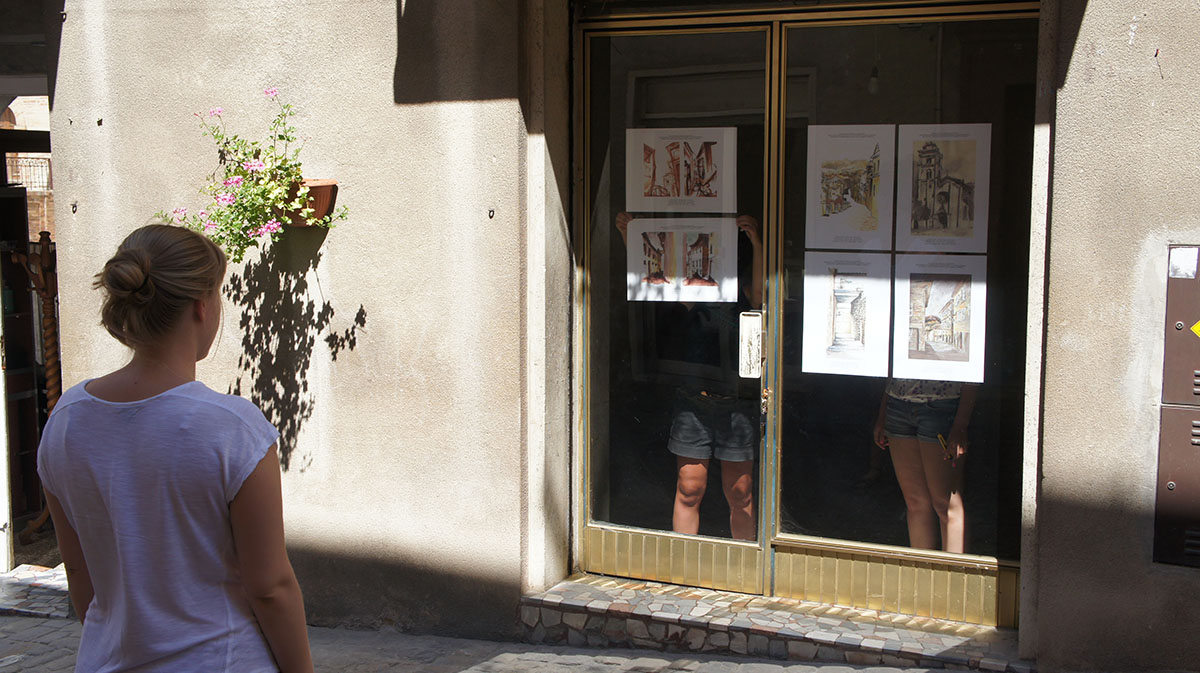
"Utca kiállítás" a Corso Garibaldi kirakataiban, Falerone, 2012
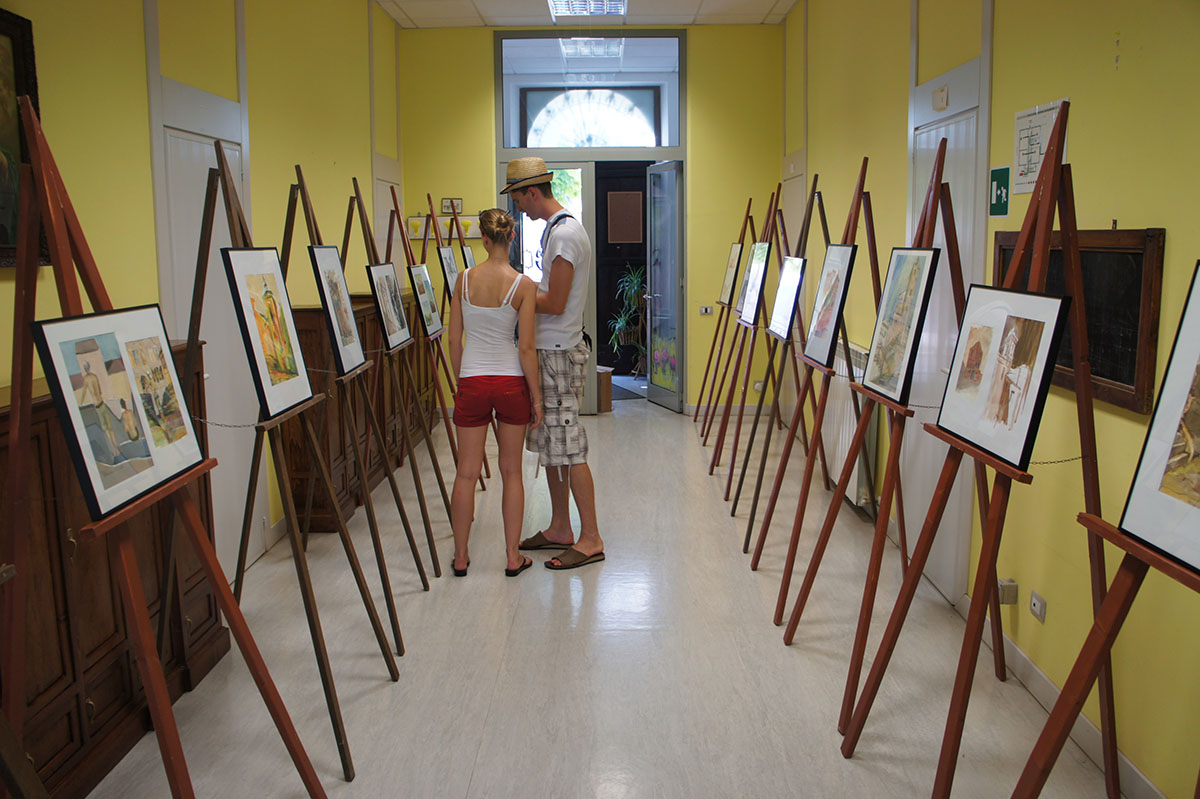
Kiállítás Montapponéban, 2013

## Külső hivatkozások
- a művésztelep honlapja
- Comune di Falerone, 2010. 07. 03.
- Provincia di Fermo, 2010. 07. 23.
- il Quotidiano, 2010. 07. 25.
- Comune di Falerone, 2012. 07. 24.
- Faleronei Művésztelep, 2012